# Shohei Otsuka
Shohei Otsuka (大塚 翔平 Otsuka Shohei?), född 11 april 1990 i Osaka prefektur, är en japansk fotbollsspelare.
Otsuka började sin karriär 2009 i Gamba Osaka. Efter Gamba Osaka spelade han för JEF United Chiba, Giravanz Kitakyushu, Kawasaki Frontale och SC Sagamihara. Med Kawasaki Frontale vann han japanska ligan 2017.